# ミハウ・ゴワシュ
ミハウ・ゴワシュ（Michał Gołaś、1984年4月29日 - ）は、ポーランド、トルニ出身の自転車競技（ロードレース）選手。

## 来歴

### 2006年
- ポーランド選手権・U23部門ロードレース 優勝

### 2007年
- ユニベット.comと契約。

### 2009年
- 7月31日まで、アミーカ・チップス - クナウフに在籍。
- 8月1日より、ヴァカンソレイユ（後のヴァカンソレイユ・DCM）に移籍。

### 2011年
- ツール・ド・ポローニュ 山岳賞

### 2012年
- オメガファーマ・クイックステップに移籍。
- ポーランド選手権・ロードレース 優勝

### 2014年
- ツアー・オブ・北京　 山岳賞

### 2015年
- カンピウンスハップ・ファン・フラーンデレン 優勝

### 2016年
- チームスカイに移籍
- ブエルタ・ア・エスパーニャ 区間優勝（第1ステージ・チームタイムトライアル）

### 2020年
- ツール・ド・ワロニー　 山岳賞